# Sân bay quốc tế Arroyo Barril
Sân bay quốc tế Arroyo Barril là một sân bay ở Cộng hòa Dominicana. Sân bay này có 1 đường băng dài 1900 m bề mặt nhựa đường. Đây là cơ sở hoạt động trên các tuyến bay nội địa và quốc tế của hãng hàng không Aerodomca.

## Các hãng hàng không và các tuyến bay
Hiện có các hãng hàng không sau đang hoạt động tại sân bay Arroyo Barril:
- Aerolineas Mas (Santo Domingo-Las Americas, Santo Domingo-La Isabela)
- Aeronaves Dominicanas (Santo Domingo, Santiago, Puerto Plata, Punta Cana, Puerto Principe, San Juan[charter service])
- Caribair (Santo Domingo, Punta Cana, Samana-El Catey)